# BstBI
BstBI ist ein Enzym, das in der Molekularbiologie zur zielgerichteten Spaltung von DNA verwendet wird. Dieses Enzym gehört zur Familie der Typ-II-Restriktionsendonukleasen und stammt aus dem Bakterium Geobacillus stearothermophilus (früher Bacillus stearothermophilus). Das Enzym schneidet doppelsträngige DNA innerhalb der palindromischen Erkennungssequenz unter Bildung eines 5'-Überhangs wie folgt:
| Erkennungssequenz         | Restriktionsschnitt         |
| ------------------------- | --------------------------- |
| 5'-TTCGAA-3' 3'-AAGCTT-5' | 5'-TT CGAA-3' 3'-AAGC TT-5' |

Diese Ausbildung eines zwei Nukleinbasen umfassenden 5'-Überhangs („klebriges Ende“) durch BstBI kann im Zuge einer Klonierung ebenfalls zur erleichterten Verkettung (Ligation) von DNA-Fragmenten ausgenutzt werden. BstBI ist ein Isoschizomer von FspII, AsuII, SfuI und NspV und kann daher mit einer von ihnen substituiert werden.